# Andy Ogide
Andy Ogide (Tallahassee, Florida, Estados Unidos, 1 de octubre de 1987) es un jugador de baloncesto con doble nacionalidad nigeriana y estadounidense. Con 2.02 metros de estatura, juega en la posición de ala-pívot. 

## Trayectoria

### Clubes
| Club                        | País      | Año             |
| --------------------------- | --------- | --------------- |
| CB Breogán                  | España    | 2011            |
| San Sebastián Gipuzkoa BC   | España    | 2012            |
| Ourense Baloncesto          | España    | 2012 - 2013     |
| Universitet Yugra           | Rusia     | 2013 - 2014     |
| Union Poitiers Basket 86    | Francia   | 2014 - 2015     |
| Hapoel Migdal               | Israel    | 2015 - 2016     |
| Bambitious Nara             | Japón     | 2016 - 2017     |
| Roseto Sharks               | Italia    | 2017 - 2018     |
| Assigeco Piacenza           | Italia    | 2018 - 2020     |
| Allianz Pazienza San Severo | Italia    | 2020 - 2021     |
| OGM Ormanspor               | Turquía   | 2021 - 2022     |
| Boca Juniors                | Argentina | 2022            |
| Dinamo București            | Rumania   | 2023 - Presente |

## Selección nacional
Ogide ha sido internacional con la selección de baloncesto de Nigeria. Participó, entre otros torneos, de dos ediciones del AfroBasket (2013 y 2015) y del torneo de baloncesto masculino de los Juegos Olímpicos de Río de Janeiro 2016. 